# Lou Blackburn
Lou Blackburn (Rankin, 12 november 1922 - Berlijn, 7 juni 1990) was een Amerikaanse trombonist die voornamelijk in de jazz actief was, maar in de jaren zestig ook uitstapjes maakte naar de pop.
Blackburn leerde trombone spelen in zijn middelbareschooltijd. Later studeerde hij muziek aan de Roosevelt University. Tijdens zijn militaire dienst speelde hij in legerbands. Daarna speelde hij bij Charlie Ventura en toerde hij met de band van vibrafonist Lionel Hampton. In 1960 werkte hij bij trompettist Cat Anderson, waarna hij enige tijd in het orkest van Duke Ellington speelde (1961). Ellington nam toen onder meer zijn suite 'The Girl's Suite' en muziek voor de film Paris Blues op. Na zijn tijd bij Ellington vertrok Blackburn naar Los Angeles om te werken als studio-muzikant. Hij speelde op de soundtrack van "The Manchurian Candidate" (de muziek was van David Amram). Daarna maakte hij twee platen onder eigen naam, met pop-, soul -en boss nova-invloeden, hierin bijgestaan door onder meer Horace Tapscott. Hij werkte bij de band van  Charles Mingus (te horen op het album "Mingus at Monterey"), maar speelde ook mee op opnames van de Turtles, Righteous Brothers en de Beach Boys. In de jaren zeventig woonde en werkte Blackburn in Europa. Hij had een groep met musici uit Afrika, Mombassa geheten, maar speelde ook jazz, bijvoorbeeld met zijn Lou Blackburn International Quartet.

## Discografie
- Jazz Frontier, Imperial, 1963
- Two Note Samba, Imperial, 1963